# جمال نكروما
جمال جوركيه نكروما (بالإنجليزية: Gamal Gorkeh Nkrumah) (ولد في أكرا سنة 1959) هو صحفي غاني يعمل بجريدة الأهرام ويكلي المصرية الناطقة بالإنجليزية، وهو أكبر أبناء كوامي نكروما ـ أول رئيس لغانا ـ من زوجته المصرية فتحية رزق (فتحية نكروما).
يحمل جمال نكروما درجة الدكتوراه في العلوم السياسية من مدرسة الدراسات الشرقية والإفريقية بجامعة لندن، وقد عمل لأكثر من 15 عامًا محررًا سياسيًا بجريدة الأهرام ويكلي، ويشغل الآن منصب رئيس قسم الشؤون الدولية بالجريدة.